# Netwerkbeheerder
De netwerkbeheerder is iemand die zorgt voor het beheer van een computernetwerk tijdens de dagelijkse werkzaamheden. Een computernetwerk of netwerk is een aantal computers dat met elkaar kan communiceren via een medium. Dit medium is over het algemeen een ethernet, men spreekt dan van een Local Area Network (LAN), maar deze kan zich ook groter manifesteren, zoals het internet of een Wide Area Network (WAN). Het netwerk is de infrastructuur van servers, werkstations, netwerkapparatuur en bekabeling. 

## Taak
De taak van de netwerkbeheerder is het onderhouden van voldoende capaciteit, functionaliteit en integriteit van de infrastructuur.
In de praktijk lopen de functieomschrijvingen van netwerkbeheerders ver uiteen. In kleinere netwerken worden de taken van helpdesk en systeembeheer vaak bij de netwerkbeheerder gelegd, waar de netwerkbeheerders in grote bedrijven vaak zeer abstract te werk gaan en soms de infrastructuur nooit aan hoeven te raken. Deze mensen worden vaker netwerkmanagers genoemd.